# Classe Gregorio del Pilar
La classe Gregorio del Pilar est une sous-classe des navires de classe Hamilton servant dans la Marine philippine. Trois navires ont été transférés entre 2011 et 2016, et ont ensuite été modernisés pour répondre aux besoins philippins.

## Historique
L'USCGC Hamilton est le premier navire transféré. Il est rebaptisé BRP Gregorio del Pilar (PF-15) et est remis aux Philippines le 13 mai 2011. Le deuxième bâtiment, l'USCGC Dallas, est lui remis aux Philippines le 22 mai 2012 sous le nom de BRP Ramon Alcaraz (PF-16). Un troisième bâtiment, l'USCGC Boutwell, est transféré aux Philippines en 2016 : le BRP Andrés Bonifacio (PF-17).
Ces trois navires subirent des travaux de modernisation aux États-Unis portant sur les machineries, l’équipement et l’armement. Ils sont livrés avec leur canon Otobreda 76 mm et les 6 mitrailleuses de 12,7 mm, mais les canons Bushmaster de 25 mm et les systèmes Phalanx CIWS furent quant à eux retirés.

## Améliorations et modernisation

### Première série
La première série d'améliorations se fait sous la conduite des États-Unis et comprend l'armement ainsi que l’électronique. Deux canons Mk38 Mod 3 de 25 mm sont ajoutés sur chaque bord. Le BRP Gregorio del Pilar se voit doté en plus d'un canon Mk38 Mod 1 de 25 mm à la poupe. Ils sont rééquipés de nouveaux radars Saab AN/SPS-77 Sea Giraffe AMB 3D et de systèmes de surveillance SeaFLIR 230.

### Seconde série
La seconde tranche de modernisation a été confiée au coréen Hanwha Systems pour une somme de 1,3 milliard de PHP (environ 27 millions de $) afin d'équiper les trois navires de la classe d'un système de management du combat (CMS), d'un sonar de coque et de contre-mesures électroniques. La Marine a aussi exprimé son souhait de les doter d'un armement plus lourd, mais cela n'est pas couvert par le contrat passé avec Hanwha.

## Navires de la classe
| Nom                    | Ancien nom     | N°    | Lancement        | Mise en service  | Statut |
| ---------------------- | -------------- | ----- | ---------------- | ---------------- | ------ |
| BRP Gregorio del Pilar | USCGC Hamilton | PS-15 | 18 décembre 1965 | 14 décembre 2011 | Actif  |
| BRP Ramon Alcaraz      | USCGC Dallas   | PS-16 | 1er octobre 1966 | 22 novembre 2013 | Actif  |
| BRP Andrés Bonifacio   | USCGC Boutwell | PS-17 | 17 juin 1967     | 21 juillet 2016  | Actif  |